# 神戸大橋

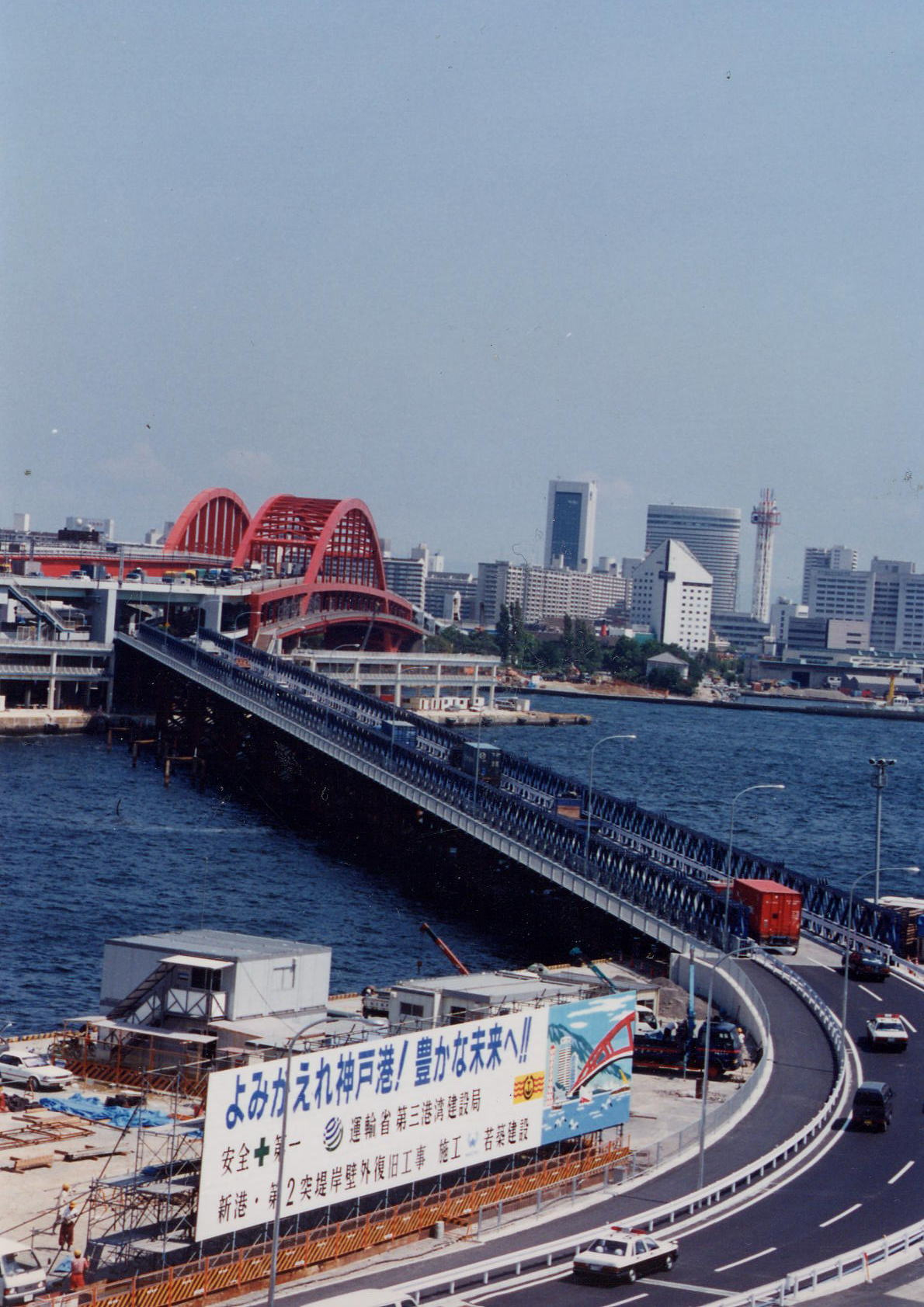
阪神・淡路大震災の復旧作業中に架けられた仮設橋

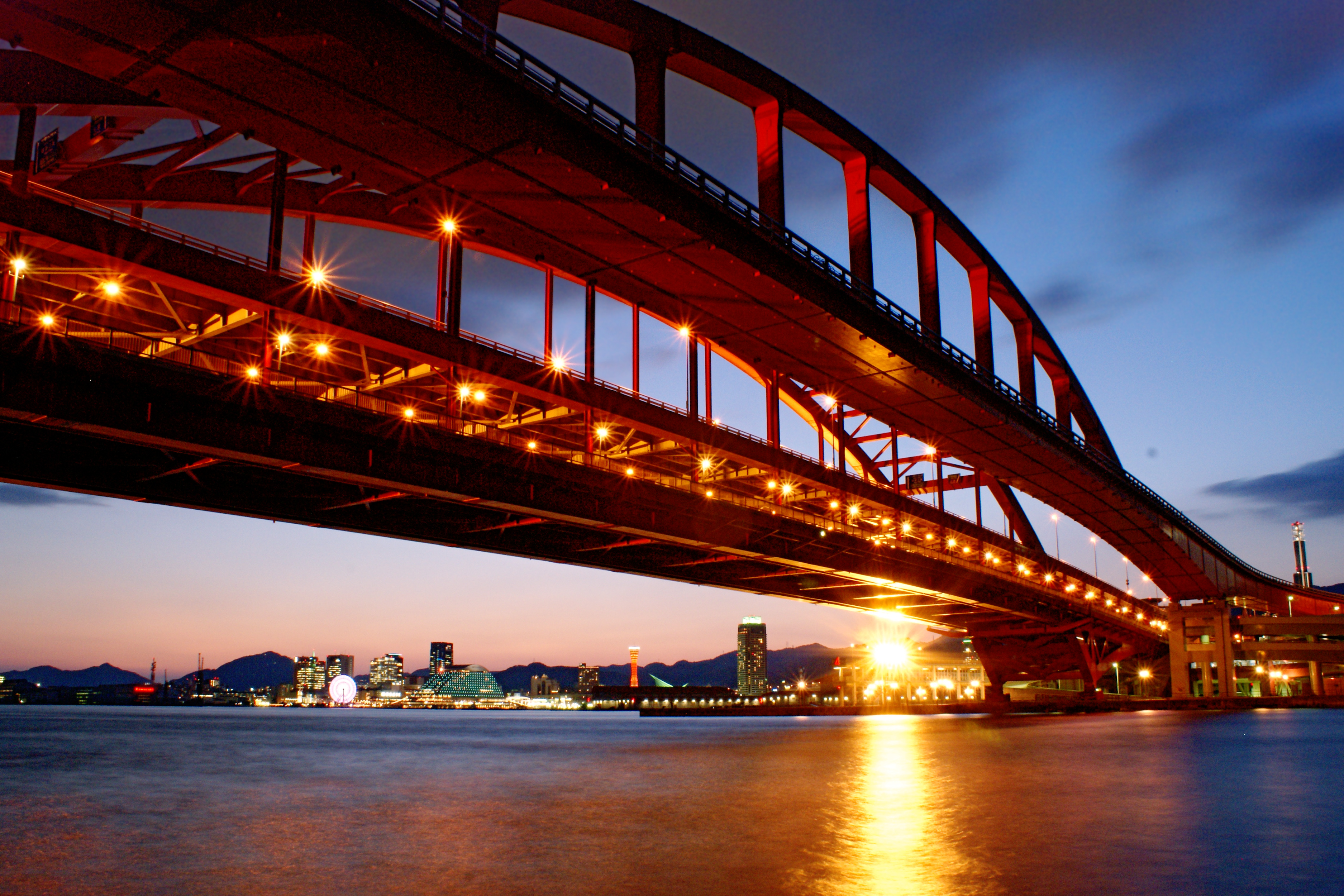
夜間のライトアップ（リニューアル前）

神戸大橋（こうべおおはし）は、兵庫県神戸市中央区にある本州側の新港第四突堤とポートアイランド間に架かる、日本初のダブルデッキアーチ型鋼橋である。

## 概要
ポートアイランドの建設に合わせて、既存市街地とを結ぶ連絡道路として建設された。全長は伸縮継手間322mで、下路がポートアイランド方面、上路が三宮方面への一方通行になっており、三宮側の接続路線には六甲アイランド方面へのハーバーハイウェイ、神戸駅・姫路・大阪方面への国道2号浜手バイパスなどがある。三宮方面へは新港と国道174号を経由する。橋の両側には幅3メートルの歩道を併設し、その下に水道・ガス・電気・電話などの添加物が取り付けられている。なお、建設に伴って新港第4突堤が200m延伸され、新たな神戸ポートターミナルビルの建設も行われた。
ポートライナー専用の橋であるポートピア大橋が隣接し平行して架かっているが、こちらは神戸大橋完成後の数年後に完成した別の建造物である。
上部工は、川崎重工業によって1968年9月から1970年2月の間に行われた。支承はポートアイランド側の中間主橋脚上を固定とし、第4突堤側は可動とされた。基礎構造として中間主橋脚の断面は15m×30m、深さ33mのコンクリートケーソン基礎（ニューマチックケーソン工法）が採用された。側橋脚はラーメン構造のコンクリート橋脚とし、基礎は鋼管杭28本によって支持されている。架設工事は、大型クレーン船による大ブロック架設工法が採用された。あらかじめ水路内に3基のベノトを設置、その上に中央径間の橋桁を大型クレーンによって架設し、順次アーチ材、鉛直材を取り付けたのち、最後にベノトを撤去して橋を架ける工法である。工事中も水路の全面閉鎖は行わず、3基のベノトで分割された4水路のうち2水路は開放した状態で工事がなされた。中央径間の橋桁の組み立ては、架設現場から約10km東の東部第4工区の埋立地で行われ、4ブロックに大組立した大ブロックを1000t吊りクレーン船で運搬し架設した。
下部工は、第4突堤側が清水建設によって1968年5月から1969年5月の間に、ポートアイランド側が鹿島建設によって1968年10月から1969年7月の間に行われた。現場付近の水深はK.P.-12mで海底表面が軟弱粘土層のため、K.P.-21mまで真砂土による置き換え地盤改良が施され、その上に埋立築島工事が行われた。
1989年（平成元年）より、夜間は橋の西側より照明を照らしあげライトアップされる。また、2012年3月に策定した「神戸市夜間景観形成実施計画」に基づき、同年6月12日に神戸市は当橋梁のライトアップ設計業務を石井幹子デザイン事務所に委託、その後2013年（平成25年）11月16日 ライトアップのリニューアルが完了した。リニューアルにより、橋全体にLED照明が設置され直接照らされるようになり、イベント時等には橋の四隅よりサーチライトを上空に向けて照らす演出も行われるようになった。
2011年から始まった神戸マラソンでは、フルマラソンコースの一部となり、終盤にある心臓破りの坂として親しまれるようになった。
ライトアップは、日没から22時までであったが、2014年（平成26年）10月10日より23時30分まで延長されている。

## 歴史
- 1968年（昭和43年）
  - 4月1日：着工。
  - 10月：主橋脚の建設開始。
- 1969年（昭和44年）
  - 7月19日：アーチ組み立て開始。
  - 9月25日：アーチ閉合式。
- 1970年（昭和45年）
  - 3月：竣工[要出典]。
  - 4月10日：開通式[7]。
- 1971年（昭和46年）
  - 4月10日：上下全線開通。
- 1972年（昭和47年）
  - 1月23日：第4突堤側橋桁の大ブロック架設工事着工。
- 1977年（昭和52年）11月19日：ハーバーハイウェイのポートアイランド（新港ランプ）～摩耶埠頭（摩耶ランプ）間の東行きが開通[8]。
- 1979年（昭和54年）9月14日：ハーバーハイウェイのポートアイランド（新港ランプ）～摩耶埠頭（摩耶ランプ）間の西行きが開通[8]。
- 1981年（昭和56年）
  - 1月31日：ポートピア大通り完成。
- 1995年（平成7年）
  - 1月17日：阪神・淡路大震災で三宮側乗り入れ部分が破壊され自動車が通行できなくなる、水道管が陥落するなどの被害を受けた。
  - 8月1日：復旧工事中の交通規制による渋滞緩和の目的で、下り線のバイパスとして新港第三突堤から340mの仮設橋（KD橋）が渡された[9]。翌年6月27日まで供用。
- 1996年（平成8年）7月4日：全面復旧。
- 2013年（平成25年）11月16日：神戸大橋ライトアップリニューアル供用開始。
- 2022年（令和4年）9月：土木学会選奨土木遺産に認定された[10]。

## 交通アクセス
- ポートライナー ポートターミナル駅 徒歩1分（北袂）

## 周辺
- 神戸ポートターミナル - 北袂
- ポートアイランド北公園 - 南袂